# Galeria Chwały Polskiej Ekonomii
L'elezione a membro della Galeria Chwały Polskiej Ekonomii è un riconoscimento attribuito a economisti polacchi.

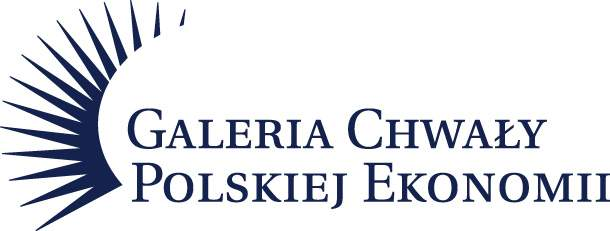

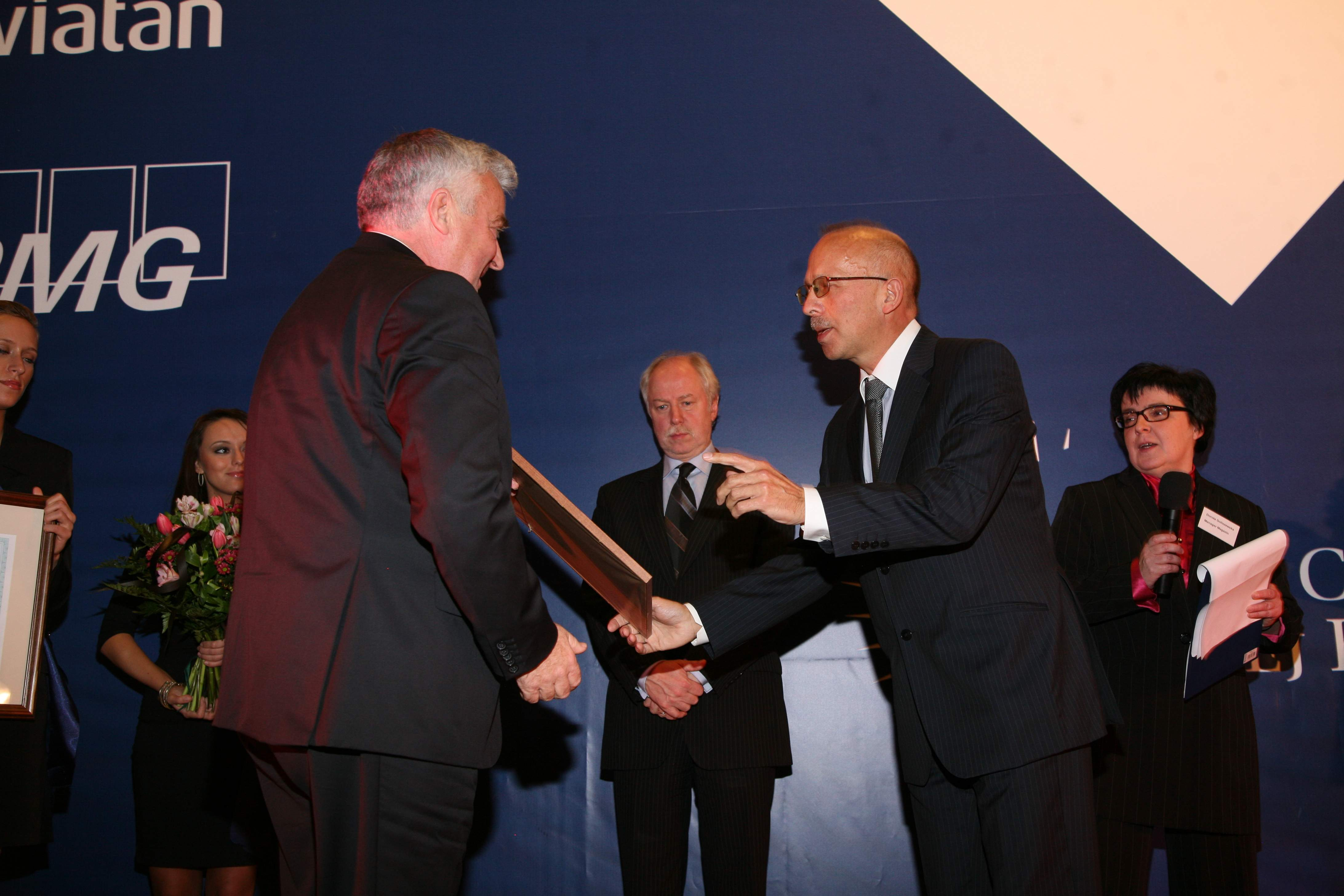
Wiesław Rozłucki, già presidente della Warszawska Giełda Towarowa, riceve il riconoscimento di membro della Galeria Chwały

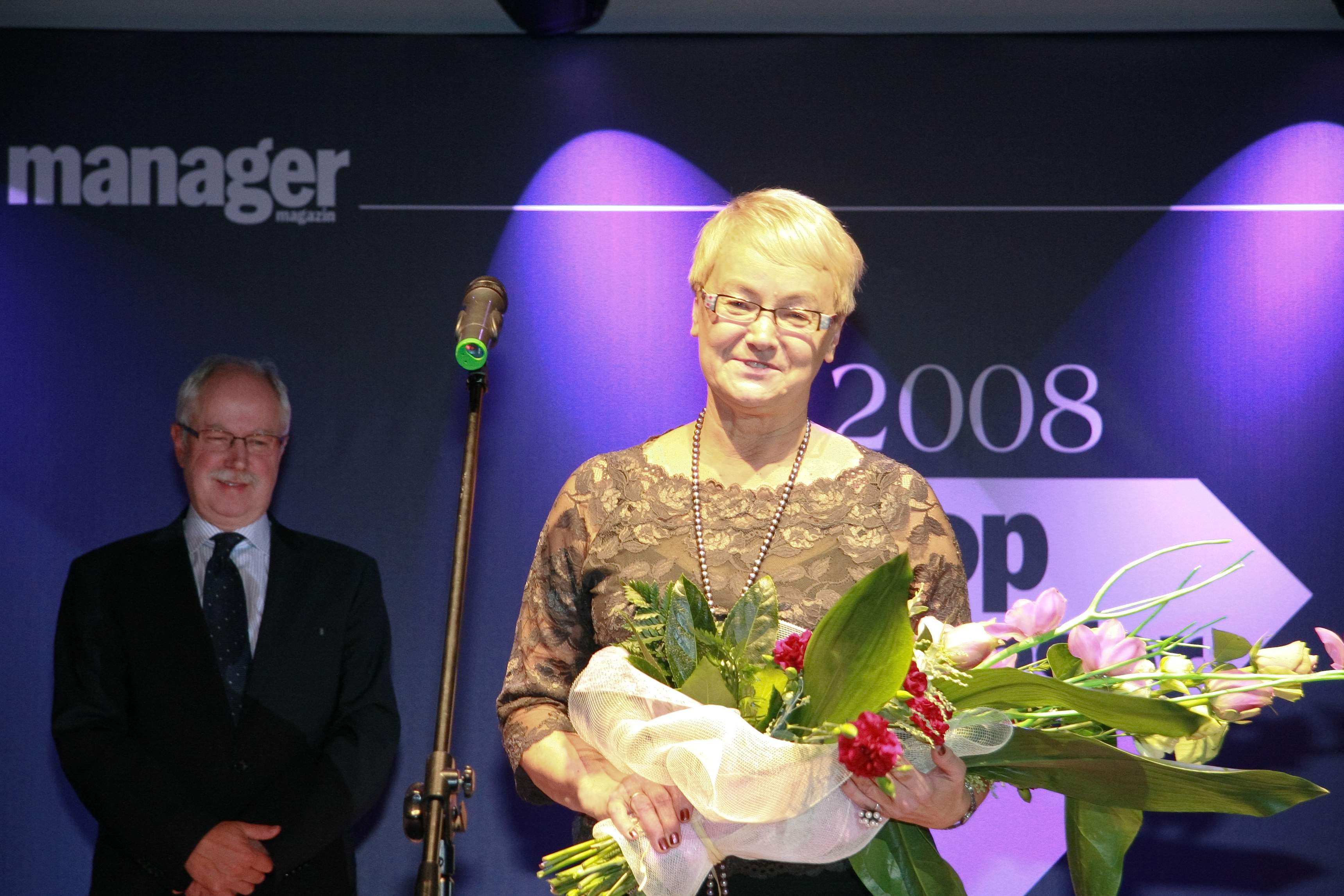
Henryka Bochniarz della Konfederacja Pracodawców Prywatnych Lewiatan appena dopo la nomina a membro della Galeria Chwaly

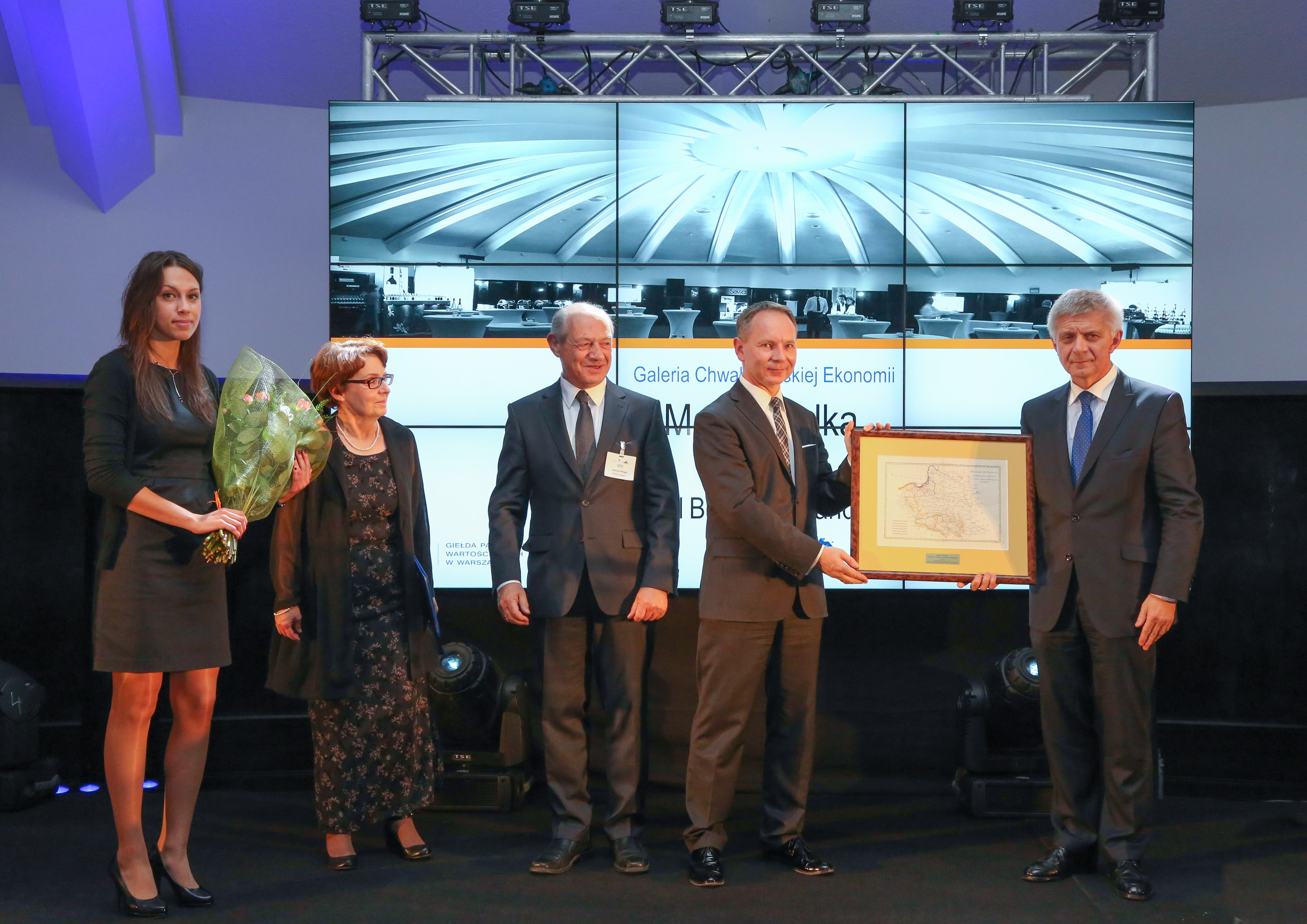
cerimonia 2013: Dorota Goliszewska, Henryk Orfinger, Adam Maciejewski, Marek Belka

## L'idea
Nel 2005 l'edizione polacca del noto mensile economico tedesco Manager Magazin, pubblicata a Varsavia da una controllata del Gruppo Der Spiegel, ha istituito la Galeria Chwały Polskiej Ekonomii (traduzione: Hall of fame dell'Economia Polacca) sulla falsariga dell'omologa iniziativa promossa, fin dal 1970, dallo stesso mensile in Germania. Ogni anno, durante una solenne cerimonia, viene eletto come nuovo membro della Galeria Chwały Polskiej Ekonomii un economista polacco che con la sua opera si sia particolarmente distinto e abbia dato un contributo significativo all'economia del Paese.
Dal 2012 FINEXA (Stowarzyszenie Dyrektorów Finansowych Finexa), l'associazione polacca dei direttori finanziari, ha acquisito Galeria Chwały. La cerimonia si svolge durante l'assemblea annuale dell'associazione che si tiene di regola a Varsavia.

## Organizzatore e Giuria
Galeria Chwały è organizzata da FINEXA. La giuria è composta da personalità appartenenti al mondo dell'economia e della finanza polacca.
- Adam Budnikowski, Rettore della Szkoła Główna Handlowa w Warszawie (Alta Scuola di Direzione Aziendale di Varsavia);
- Paweł Domosławski, presidente di FINEXA
- Mieczysław Groszek, membro del direttivo dello Związek Banków Polskich (Associazione delle Banche Polacche)
- Alicja Kornasiewicz, già vice-ministro del Tesoro della repubblica di Polonia,
- Adam Maciejewski, presidente della Borsa Valori di Varsavia
- Krzysztof Obłój, economista e docente alla Università di Varsavia e Koźmiński University di Varsavia
- Henryk Orfinger, Presidente del Consiglio di Sorveglianza della Konfederacja Pracodawców Prywatnych Lewiatan Lewiatan (Associazione Polacca dei Datori di Lavoro Privati Lewiatan);
- Witold Orłowski, Rettore della Szkoła Biznesu Politechniki Warszawskiej (Scuola di Direzione Aziendale del Politecnico di Varsavia).

## Le sculture e l'artista
I busti in bronzo massiccio dei membri della Galeria Chwały Polskiej Ekonomii sono realizzati in scala 1:1.2. Le sculture sono state create con una tecnica che utilizza come base forme di plastilina.
I bronzi, esposti permanentemente al pubblico, sono opera dell'artista Marek Jerzy Nowakowski. Nato a Bydgoszcz nel 1963, Nowakowski ha studiato presso l'Akademia Sztuk Pięknych (Accademia di Belle Arti) di Poznań, città dove oggi risiede e dove si è diplomato nel 1993 sotto la guida del Prof Józef Kopczyński (1930-2006).
Dal 1993 Nowakowski espone le proprie opere in mostre personali e collettive sia in Polonia sia in Germania. La sua committenza è numerosa e variegata: ha realizzato importanti monumenti per le città di Oborniki, Wolsztyn, Grodzisk Wielkopolski, Nowy Tomyśl (statua di Fryderyk Chopin); sculture per importanti enti privati, come per esempio la Międzynarodowe Targi Książki (Fiera Internazionale del Libro) di Varsavia; e numerosi oggetti d'arte per diverse destinazioni d'uso (medaglie, piccole sculture per premiazioni, targhe commemorative ecc.).

## Esposizione
I busti di bronzo, posizionati su un piedistallo in metallo, sono esposti permanentemente presso la Szkoła Biznesu Politechniki Warszawskiej (Scuola di Direzione Aziendale del Politecnico di Varsavia) in Ul. Koszykowa, nel pieno centro della capitale polacca.

## Membri eletti
Fino a oggi sono stati eletti membri della Galeria Chwały Polskiej Ekonomii i seguenti personaggi:
- Leszek Balcerowicz, già Primo Ministro della Repubblica di Polonia e Presidente della Banca Nazionale Polacca (2006)[6]
- Marek Belka (2013)[7]
- Henryka Bochniarz, già candidata alle elezioni presidenziali polacche nel 2005 e presidente della Konfederacja Pracodawców Prywatnych Lewiatan (Associazione Polacca dei Datori di Lavoro Privati Lewiatan) (2008)[8]
- Władysław Grabski (1874-1938), economista e uomo politico polacco, fu per due volte Primo Ministro negli anni '20 del XX secolo (2005, alla memoria)
- Eugeniusz Kwiatkowski (1888–1974), economista e uomo politico polacco (2005, alla memoria)
- Wiesław Rozłucki (*1947), presidente della Warszawska Giełda Towarowa (Borsa Valori di Varsavia) (2007)